# Csepelovác vára
Csepelovác egy középkori vár volt Horvátországban, a Kapronca-Kőrös megyei Szentgyörgyvárhoz tartozó Čepelovac település határában.

## Fekvése
A várhely Čepelovactól délre, a budrovaci Stari bregtől nyugatra egy délnyugat-északkeleti irányú hegynyúlványon található, melyet a helyiek Gradinának neveznek. A hegy, illetve a vár keleti oldalán, egy szűk völgyben tör elő a földből a csepelováci patak.

## Története
A vár első írásos említése az egykori Vrbowe, a mai Obrovnice nevű birtok határának leírásában található, amit 1244-ben IV. Béla király Dénes bánnak ajándékozott. E birtok határa ugyanis Csezmice várától és a Cepel nevű hegytől északra húzódott. A „Cepel” szó egyébként a gepida „Sebel”, „Zebel” szótőből eredhet, mely a közeli Zebinac falu nevében is fennmaradt. A Cepel szó a későbbiekben „Chopoy (terra)” változatban található meg. A zágrábi káptalan 1253-ban egy olyan oklevelet bocsátott ki, amely megerősíti Chopo adományát, hogy feleségének, Margit asszonynak nászajándékként „Cuissev Vrustum” nevű birtokát adományozza, mely a kapelai Szent Mária Magdolna templom és a szentgyörgyvári Szent György templom között helyezkedett el. A birtokot „terra Chopoy” alakban megemlítik 1264-ben is. 1372-ben Durazzói Károly szlavóniai hercegként kiadott egy oklevelet, melyben egy olyan erőszaktevésről számol be, amely Chapouch-i Péter fiai, György és Péter kezdeményezésére Budrouchi Péter fia, György sérelmére történt. A mai Budrovac falu, Čepelovac közvetlen közelében található. Megemlíthetjük még azt is, hogy a Csepelovac név származhatott a gorski kotari Čop, vagy a Šop alakból is, mely az ősi Timok nemzetségnévre vezethető vissza. Tehát az idők során a név első szótagja különböző változásokon is átmehetett.
1461. május 19-én Chapalouchi István kőrösi alispánként bevezeti a strezai pálosokat Bikalj (Korenovo) falu birtokába. A Čepelovac névről az utolsó írásos forrás a 16. század elejéről ered. 1530. június 26-án Szapolyai János király a neki tett szolgálataiért a Körös vármegyében lévő Also Chapalowcz-i nemesi kastéllyal együtt Budroweczi Budor Andrásnak adományozta Also és Felsew Chapalowczit. A király azért adományozhatta el ezeket e birtokokat, mert Chaplowczi István halála miatt azok törvényes tulajdonos nélkül maradtak, azért így az akkori törvényeknek megfelelően a királyra szálltak. Feltételezhetően ez az István volt a Csapalóczi család utolsó tagja. Ez a régi vár ennek ellenére még néhány évig állt, mi több, a török fenyegetés miatt 1540-ben még meg is kellett erősíteni az őrségét. Később a határmenti várakat felmérő bizottság nem javasolta megerősítésre, emiatt mintegy tíz évvel később a törökök ezt a várat is kirabolták. A török kiűzését követően az új település 1720-ban már a Čepelovec nevet viselte.

## Leírása
Korábban itt nagyon kevés középkori leletet találtak, de 1919-ben egy Fuk nevű vadász egy magyar király képét ábrázoló aranypénzre és egy szekercére talált. A várhelyet 1969-ben Zlatica és Antun Perčulija, valamint Zvonko Lovrenčević azonosították. Jelenleg egy nem túl öreg, erősen bozótos erdőrész takarja a vár területét, ezért az csak részben látható be. A hegy keleti szélét egy kör alakú árokkal és sánccal erődítették, melynek a közepén egy földhalom található, amin maga a vár állhatott. Emellett a keleti oldalon, szinte a hegy szélén egy másik magaslat található, mely körül egy árok nehezen azonosítható maradványai vannak.